# Thürheim (Adelsgeschlecht)

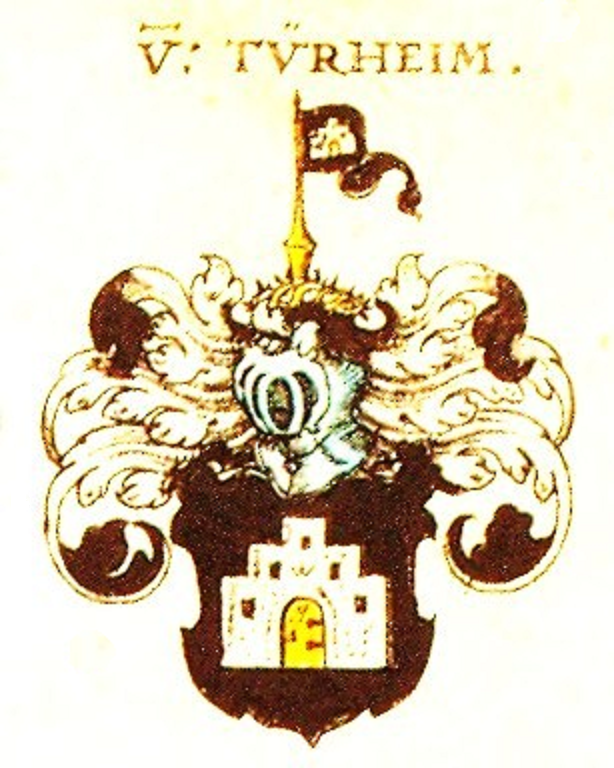
Stammwappen derer von Türheim (Thürheimer), nach Siebmacher

Die Familie Thürheim (Thürheimer, auch Thierheimer) war ein altes, ursprünglich schwäbisches Adelsgeschlecht, das 1629 in Oberösterreich ansässig wurde. Sie ist nach ihrem Stammsitz auf dem Thürlesberg bei Unterthürheim in Bayerisch-Schwaben benannt.

## Geschichte

### Ursprünge
Dem schwäbischen Uradel entstammend, wurde die aus Thürheim bei Buttenwiesen stammende Familie erstmals im späten 11. Jahrhundert im Umfeld der Staufer und des Bischofs von Augsburg erwähnt. Nach anderen Quellen traten sie 1127 erstmals urkundlich auf.
Der Legende nach soll als erster Thürheimer 883 der Ritter Aribo von Thürheim auf dem gleichnamigen Schloss (in Baden?) gesessen haben. Goswin von Thürheim soll 1191, im dritten Kreuzzug, die Grafenkrone abgelehnt haben, die ihm König Heinrich VI. angeboten hatte. Stattdessen wollte der fromme Adelige die Dornenkrone des Erlösers, welche sich auch im Familienwappen der Thürheim wiederfindet.

### In Schwaben und Böhmen
Bis 1300 hatten die Thürheimer ihren Lebensmittelpunkt auf ihrem Stammsitz in Thürheim bei Buttenwiesen. Danach verschwanden sie zwei Jahrhunderte in der Bedeutungslosigkeit. 1480 erwarb Eberhard von Thürheim die Herrschaft Biberachzell (heute ein Ortsteil von Weißenhorn im Landkreis Neu-Ulm in Bayerisch-Schwaben), weshalb sich die Thürheimer in der Folge „von Thürheim zu Bibrachzell“ nannten. Die Familie zählte seither zur Schwäbischen Reichsritterschaft. 1564 erlangten die Thürheim das böhmische Inkolat.

### In Oberösterreich

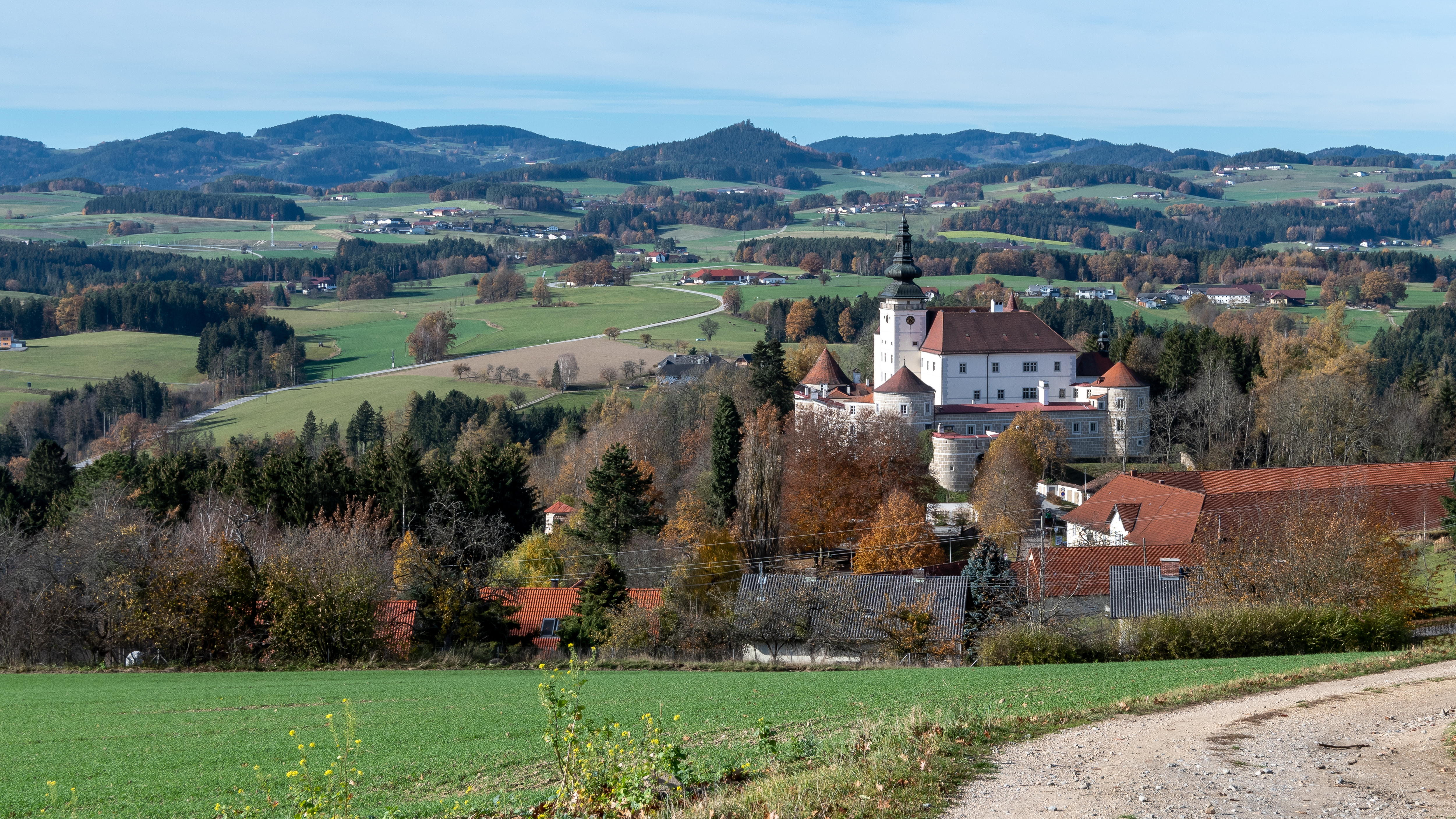
Schloss Weinberg, Oberösterreich

Johann Christoph von Thürheim († 1634) wurde 1623 während der bayerischen Besetzung Oberösterreichs hier ansässig. Er war zunächst Pfleger der passauischen Herrschaft Ebelsberg. 1625 wurde er durch Kaiser Ferdinand II. in den Reichsfreiherrenstand erhoben und 1627 in die Ritterklasse der oberösterreichischen Stände aufgenommen. 1629 kaufte er von Christoph Wilhelm von Zelking das Schloss Weinberg samt zugehörigen Gütern um 210.000 Gulden und 1200 Reichstaler. Die Thürheim gelangten dadurch in den Besitz von Schloss und Herrschaft Weinberg, der Burg Dornach bei Lasberg und des Schlosses Wartberg bei St. Oswald bei Freistadt.
Nach dem Tod des Johann Christoph von Thürheim 1634 teilte sich seine Nachkommen in vier Linien, und 1666 wurden die in Österreich ansässigen Thürheim in den Reichsgrafenstand erhoben. Die vier auf Johann Christoph von Thürheim zurückgehenden Linien des Geschlechtes waren:
- Die Linie des Leopold on Thürheim, welche bereits mit seinen Kindern erlosch.
- Die Linie des Phillip Jakob von Thürheim, welche ebenfalls bald wieder erlosch.
- Die Linie des Franz on Thürheim, welche 1782 mit dem Tod des Grafen Leopold erlosch.
- Die Linie des Christoph Leopold von Thürheim, welche die drei anderen überlebte und sich wiederum teilte: während der „österreichische Zweig“ des Christoph Wilhelm (1661–1738) in Oberösterreich blieb und bis zum endgültigen Erlöschen des Geschlechtes im Jahre 1961 bestand, ging der „bayerische Zweig“ des Georg Sigismund (1666–1738) nach Bayern und in die Oberpfalz.

Der österreichische Zweig der Thürheim wurde 1705 mit dem Amt eines Erbland-Falkenmeisters in Österreich ob der Enns betraut, erwarb 1707 die Landmannschaft in Kärnten, 1724 das böhmische Inkolat, 1772 die Landmannschaft von Tirol und 1795 die Zugehörigkeit zur Herrenklasse der oberösterreichischen Stände. Der österreichische Zweig der Thürheim stellte im 18. Jahrhundert außerdem zwei Landeshauptmänner von Oberösterreich, nämlich Christoph Wilhelm von Thürheim (von 1713 bis 1738) und sein gleichnamiger Enkel (von 1763 bis 1783). Mit dem Tod des Andreas von Thürheim, der 1961 auf Schloss Weinberg starb, ist das Geschlecht im Mannesstamm erloschen.

### Besitzungen
Im Besitz der Thürheim in Oberösterreich befanden sich zahlreiche Burgen und Schlösser. Sie waren Besitzer von: Schloss Weinberg, Schloss Schwertberg, Schloss Wartberg, Schloss Poneggen, Schloss Hartheim, Schloss Obenberg, Burg Dornach, Schloss Hagenberg, Schloss Tannbach, Burg Windegg, das Linzer Bergschlössl, Burg Bibrachstein, Schloss Sprinzenstein, Schloss Puchenau und Schloss Pragstein.
In Niederösterreich gehörte den Thürheim Ernsthofen, in Bayern Fronloh, Schloss Fürstenstein, Schloss Planegg und Burg Hof am Regen und in Böhmen Gut Janovičky.

## Wappen

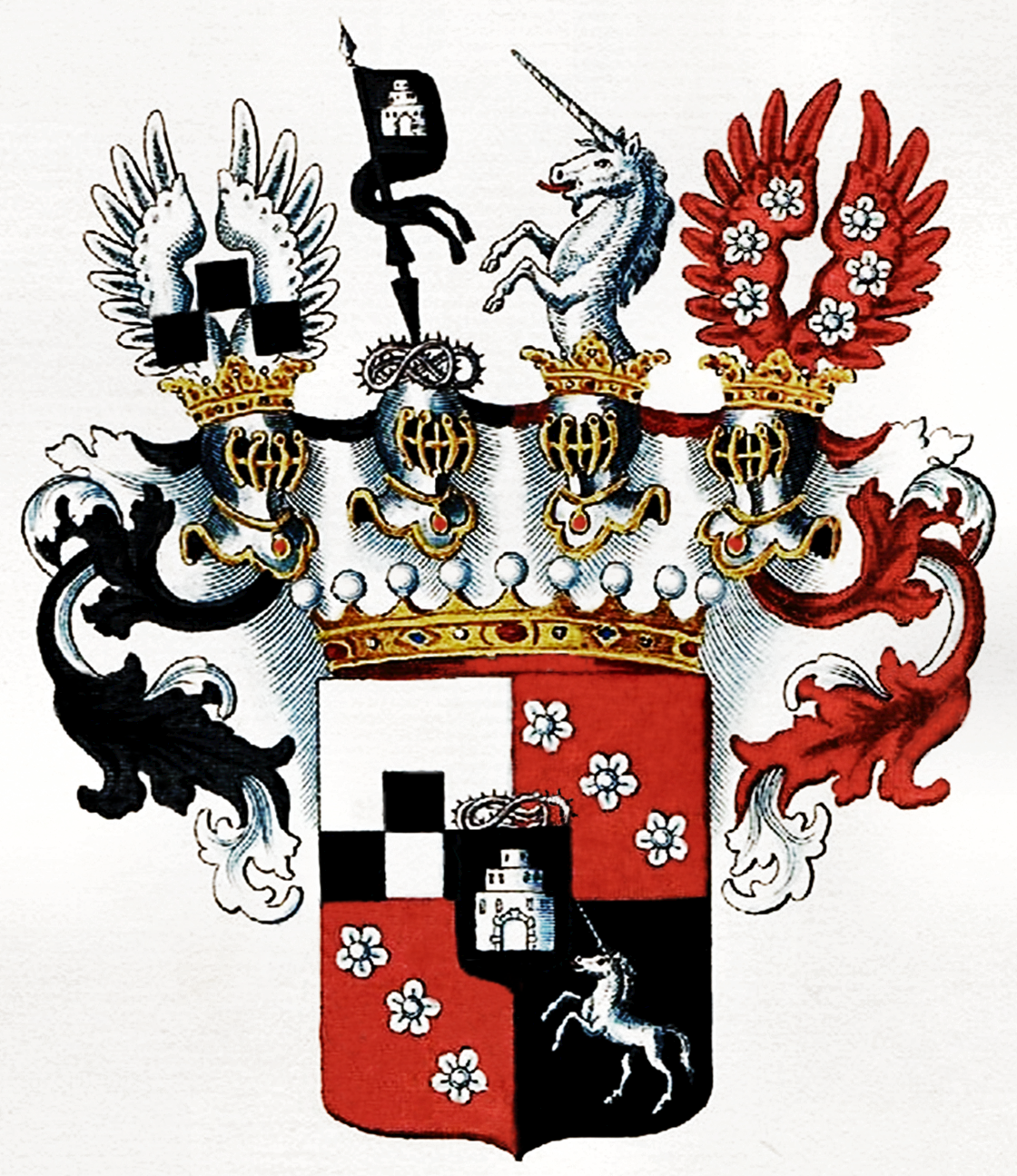
Gemehrtes Wappen der Grafen von Thürheim, nach Tyroff, 1835

Das 1666 anlässlich der Erhebung der in Österreich ansässigen Thürheim in den Reichsgrafenstand verliehene Wappen war: Geviert mit dornengekröntem Herzschild, darin in Schwarz eine silberne Burg mit Tor und zehn Fenstern (= Stammwappen Thürheim); 1 in Silber drei stufenförmig gestellte schwarze Quadersteine (= Grafen von Schwarzenstein); 2 und 3 in Rot drei schrägrechts gestellte silberne Rosen (= Mautner zu Katzenberg); 4 in Schwarz ein silbernes, springendes Einhorn (= Nußdorf). Vier Turnierhelme: I gekrönt, die Quadersteine aus Feld 1 vor offenem, silbernem Flug; II mit der Dornenkrone gekrönt, eine schwarze Fahne mit dem Bild des Herzschildes an silbergespitzem Lanzenschaft; III gekrönt, das Einhorn wachsend; IV gekrönt, ein offener, beiderseits mit drei silbernen Rosen belegter, roter Flug. Helmdecken: I-III schwarz-silbern, IV rot-silbern.
Ein um die Wappen der Mautner zu Katzenberg sowie der Grafen von Schwarzenstein vermehrtes Wappen führten auch die bayerischen Grafen von Taufkirchen.

## Bekannte Familienmitglieder
- Johann Christoph von Thürheim zu Bibrachzell (* vor 1629 ?; † 1634), erwarb 1629 das Schloss Weinberg in Oberösterreich
- Franz Sebastian von Thürheim (1665–1726), ab dem 3. Mai 1717 Generalfeldmarschall der Erblande des Hauses Österreich[2]
- Guidobald Maximilian Joseph von Thürheim (* ?; † 1737), Ritter des Deutschen Ordens 1735–1737
- Christoph Wilhelm I. von Thürheim (1661–1738), Landeshauptmann von Oberösterreich 1713–1738[3]
- Franz Ludwig von Thürheim (1710–1782), kaiserlicher Generalfeldmarschall[1]
- Norbert von Thürheim († 1788), Verteidiger gegen die Türken in Ungarn
- Christoph Wilhelm II. von Thürheim (1731–1809), Staatsmann, Landeshauptmann von Oberösterreich 1763–1783[1][4]
- Franz Joseph von Thürheim (* ?; † 1817), Ritter des Deutschen Ordens 1791–1817
- Friedrich Karl von Thürheim (1763–1832), bayerischer Beamter und Staatsminister; Ururenkel von Johann Christoph († 1634)
- Isballa von Thürheim (1784–1855) ⚭ Graf Peter von Goëss, Urururenkelin von Johann Christoph; Schwester von Lulu Thürheim
- Lulu von Thürheim, (1788–1864), österreichische Malerin und Schriftstellerin
- Konstanze von Thürheim (1785–1867) ⚭ Andreas Fürst Rasumofsky; Schwester von Lulu von Thürheim
- Joseph Andreas von Thürheim (1827–1904), Historiograph[1]
- Hermann von Thürheim (1835–1906), bayerischer Generalleutnant